# Sonate pour piano no 1 de Smyth
Pour les articles homonymes, voir Sonate pour piano no 1.
La Sonate pour piano no 1 est la première sonate pour piano de la compositrice britannique Ethel Smyth, écrite en septembre 1877.

## Contexte et création
Ethel Smyth compose sa première sonate en septembre 1877 à Leipzig. Elle dédicace son œuvre à « La Madre » (sa mère). 

## Structure
L'œuvre comprend quatre mouvements :
1. Allegro vivace en 
 et en do majeur ;
2. Minuet en 
 et en la mineur ;
3. Adagio. Tempo di marcia funebre en 
 et en la mineur ;
4. Rondo en 
 et en do majeur.

## Analyse
Les deux derniers mouvements ont une note programmatique selon Liana Șerbescu. Le troisième mouvement, une marche funèbre, et le quatrième, un rondo, prennent appuie sur un poème de Percy Bysshe Shelley, comme la compositrice l'explique dans une lettre de décembre 1877 à sa mère. L'œuvre est notamment influencée par l'esthétique de Joseph Haydn, notamment dans le premier mouvement. Julius Röntgen anotamment décrit le quatrième mouvement comme « si pur et frais que moi-même j'aurais pu le croire de Mozart ».